# شقایق باپیری
شقایق باپیری (زادهٔ ۱۳ اسفند ۱۳۶۳) بازیکن پیشین تیم ملی هندبال زنان ایران است. او نخستین لژیونر هندبال بانوان ایران است.

## زندگی‌نامه
شقایق باپیری در ۱۳ اسفند ۱۳۶۹ در سنندج زاده شد. او تحصیلات دانشگاهی خود را در رشتهٔ کارشناسی تربیت بدنی به پایان برد. وی در تیم ملی هندبال زنان ایران و سپاهان در پست دفاع راست بازی می‌کرد. او همچنین سابقه بازی در تیم باشگاه هندبال شهید چمران لارستان را دارد. شقایق باپیری به عنوان نخستین لژیونر هندبال بانوان ایران در تیم هندبال زنان عراق بازی کرده‌است و عنوان خانم گلی را در لیگ عراق دارد.

## پناهندگی
شقایق باپیری که به عنوان کاپیتان تیم ملی هندبال زنان ایران برای حضور در مسابقات جهانی به اسپانیا سفر کرده بود در ۲۴ آذر ۱۴۰۰ محل اقامت تیم ملی در هتل سورکوتل سورایا پلاس در والنسیا را ترک کرد و اعلام شد که وی ناپدید شده‌است. پس از آن شقایق باپیری در ویدیویی ناپدید یا دزدیده شدن خود را تکذیب کرد و گفت:
«دلیلم برای پناهندگی داشتن آینده بهتر در ورزش و پیشرفت ورزشی بوده‌است. کل زندگیم به دنبال ورزش بوده‌ام و هیج وقت به دنبال سیاست نبودم». وی همچنین گفت: «اگر از بازیکنان تیم چک یک میلیارد و ۵۰۰ میلیون تومانی برای وثیقه نگرفته بودند هیچ‌یک از اعضای تیم به ایران برنمی‌گشتند».